# Jia Tolentino
Jia Tolentino (Toronto (Canada), 1988) is een Amerikaanse feministische schrijver en journalist van Filipijnse afkomst. Ze werkt als vaste medewerker bij The New Yorker.

## Biografie
Jia Tolentino verhuisde op vierjarige leeftijd van Toronto naar Houston (Verenigde Staten). Ze studeerde Engels aan de Universiteit van Virginia van 2005 tot 2009. Vervolgens diende ze een jaar in het Peace Corps te Kirgizië. Daarna hervatte ze haar studie, dit keer aan de Universiteit van Michigan, en behaalde een Master of Fine Arts (MFA). 

## Publicaties
Tolentino begon in 2013 bij The Hairpin (een online magazine (tijdschrift) voor vrouwen) en in 2014 bij Jezebel (een feministisch online magazine). Daarnaast heeft ze gepubliceerd in The New Yorker (een tijdschrift met recensies, essays, fictie, etc.), The New York Times Magazine (het magazine van de krant The New York Times) en Pitchfork (een online magazine over muziek). Naast meerdere essays en recensies schreef ze ook enkele boeken, waaronder Trick Mirror: Reflections on Self-Delusion (2019, ISBN 9780525510543), een boek met 9 essays over internetcultuur en feminisme.

## Eerbetoon
- 2012 - Raymond Carver Short Fiction Contest[2]
- 2012 - Genomineerd voor een Pushcart Prize
- 2020 - Whiting Award - non fiction[3]